# ذوغیلان (روستا)
 ذوغیلان  (در عربی:  ذُوغَیلان)
نام روستایی است در دهستان بَنُو فایَش از توابع استان جَوف در کشور یمن در شبه جزیره عربستان.

## جمعیت
جمعیت آن (۹۰ ) نفر (۸ خانوار) می‌باشد.